# Meister von Cappenberg

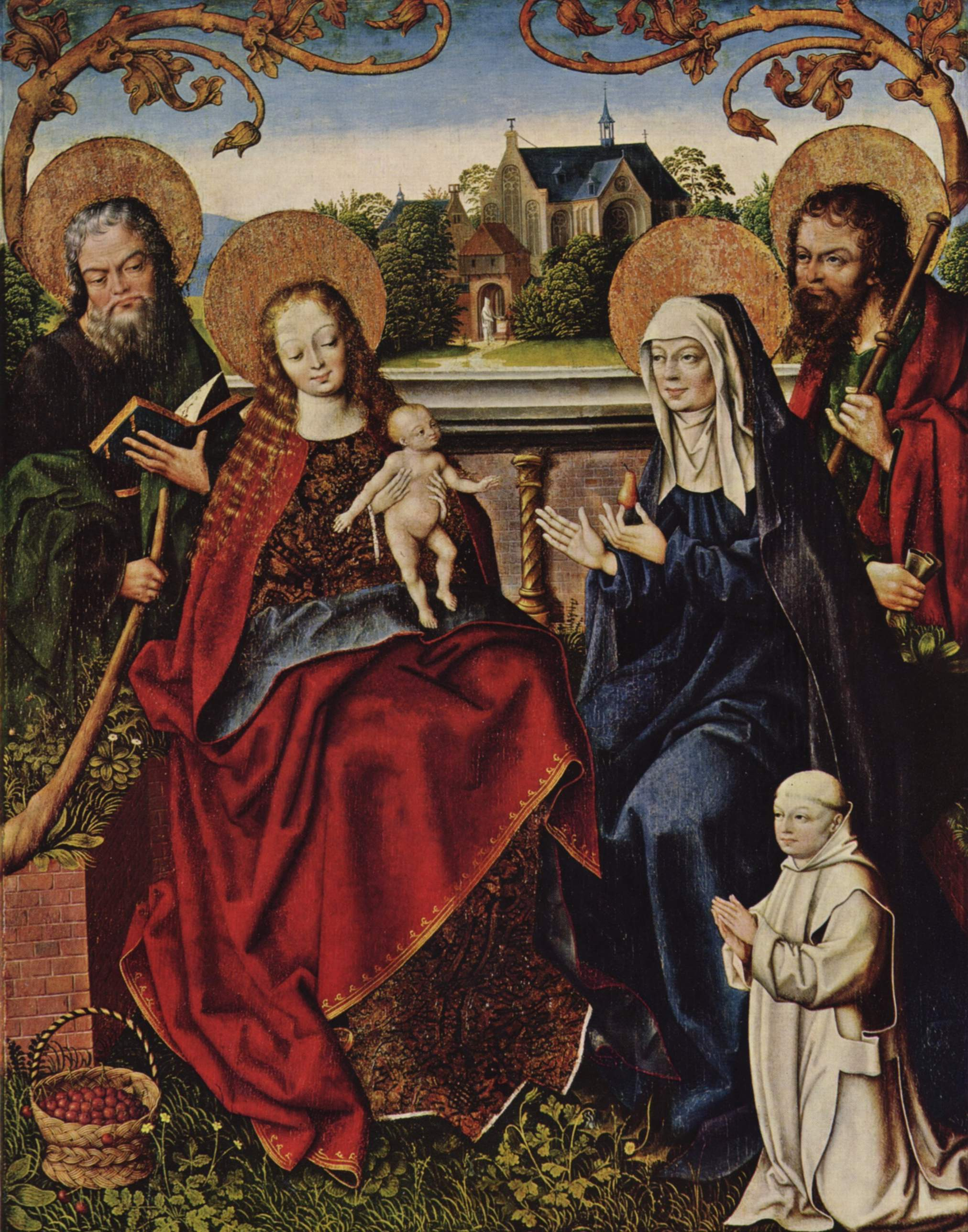
Jan Baegert: Hl. Familie mit Kartäusermönch: Münster 1. Viertel 16. Jahrhundert. Münster Westfälisches Landesmuseum für Kunst- und Kulturgeschichte

Als Meister von Cappenberg wurde bis um 1950 in der Kunstgeschichte ein spätgotischer Maler bezeichnet, der um 1500 einen kleinformatigen Flügelaltar für die damalige Stiftskirche Cappenberg im südlichen Münsterland geschaffen hatte. Später konnten die früher unter diesem Notnamen geführten spätmittelalterlichen Werke als von Jan Baegert (1465–1527) identifiziert werden.

## Werke (Auswahl)
Das Bild eines Stifters im Jagdkostüm, Öltempera auf Eichenholz, wird ihm zugeschrieben. Weitere Werke:
- Heilige Familie im Münster
- Kreuzigung in einer Pfarrkirche in Kopenhagen
- Kreuzigung Christi in der Pinakothek in München